# 캘리포니아주의 주지사
캘리포니아주의 주지사(영어: Governor of California)는 캘리포니아주의 주 정부의 최고 지위이다.

## 상세
캘리포니아 주의 주지사는 캘리포니아 주 정부와 주 방위군의 최고 통수권자이다. 이 직위에 위치한 사람은 주 내 의회의 결정으로 탄핵될 수 있으며 주 법률을 지킬 의무를 지니고 있다. 현재 주지사는 민주당 소속의 개빈 뉴섬이다.